# Sacré Slappy
Vous pouvez aider à l'améliorer ou bien discuter des problèmes sur sa page de discussion.
- Il ne cite pas suffisamment ses sources. Vous pouvez indiquer les passages à sourcer avec {{référence nécessaire}} ou {{Référence souhaitée}}, et inclure les références utiles en les liant aux notes de bas de page. (Marqué depuis avril 2024)
- Certaines informations devraient être mieux reliées aux sources mentionnées dans la bibliographie ou les liens externes. Améliorez sa vérifiabilité en les associant par des références. (Marqué depuis avril 2024)
- Il ne s’appuie pas, ou pas assez, sur des sources secondaires ou tertiaires. (Marqué depuis avril 2024)

- Archive Wikiwix
- Bing
- Cairn
- DuckDuckGo
- E. Universalis
- Gallica
- Google
- G. Books
- G. News
- G. Scholar
- Persée
- Qwant
- (zh) Baidu
- (ru) Yandex
- (wd) trouver des œuvres sur Wikidata

Pour plus de détails, voir Fiche technique et Distribution.
Sacré Slappy (Slappy and the Stinkers) est un film américain réalisé par Barnet Kellma, sorti en 1998.

## Synopsis
Lors d'une visite à l'aquarium, cinq gamins de 7 ans décident de libérer une otarie et de lui faire profiter du jacuzzi du directeur de l'école.

## Fiche technique
- Titre : Sacré Slappy
- Titre original : Slappy and the Stinkers
- Réalisation : Barnet Kellma
- Scénario : Robert Wolterstorff et Mike Scott
- Musique : Craig Safan
- Pays d'origine :  États-Unis
- Sociétés de production : TriStar Pictures et The Bubble Factory
- Genre : Comédie
- Durée : 78 minutes
- Date de sortie : 25 janvier 1998

## Distribution
- B. D. Wong : Morgan Brinway
- Bronson Pinchot : Roy
- Jennifer Coolidge : Harriet
- Joseph Ashton : Sonny
- Gary LeRoi Gray : Domino
- Carl Michael Lindner : "Witz" Witzowitz
- Scarlett Pomers : Lucy
- Travis Tedford : Loaf
- David Dukes : Spencer Dane Sr.
- Sam McMurray : Anthony Boccoli
- Terry Urdang : Nancy
- Bodhi Pine Elfman : Tag
- Terri Garber : Mme Witzowitz
- Jamie Donnelly : Aquarium Information Woman
- Frank Welker : Slappy et Gordon